# Медведјов
Медведјов (слч. Medveďov, мађ. Medve) насељено је мјесто са административним статусом сеоске општине (слч. obec) у округу Дунајска Стреда, у Трнавском крају, Словачка Република.

## Становништво
| Година:    | 1994. | 2004.   | 2014.   | 2024.   |
| ---------- | ----- | ------- | ------- | ------- |
| Број људи: | 564   | 573     | 546     | 522     |
| Разлика:   |       | +1,59 % | -4,71 % | -4,39 % |

| Година:    | 2023. | 2024.   |
| ---------- | ----- | ------- |
| Број људи: | 528   | 522     |
| Разлика:   |       | -1,13 % |

Према подацима о броју становника из 2011. године насеље је имало 563 становника.